# Függetlenség (napilap, 1933–1944)
A Függetlenség 20. századi magyar politikai napilap volt. 1933. február 16. és 1944. november 14. között jelent meg Budapesten.

## Története
Felelős szerkesztők: Hubay Kálmán, Kolosváry-Borcsa Mihály, Báthory-Hüttner János
Főszerkesztő: Kolosváry-Borcsa Mihály
Szerkesztők: Matolay Géza, Kolosváry-Borcsa Mihály
Kiadó: Hüttner János, Báthory-Hüttner János
Nyomda: Stádium nyomda, Budapest